# 铁岭广播电视台

铁岭广播电视台标志

铁岭广播电视台，是辽宁省铁岭市的铁岭电视台与铁岭人民广播电台合并后的单位，其成立于2010年，隶属于铁岭市文广新闻局，拥有3套电视频道、3套广播频道，另有转播台一座，转播4套模拟电视节目和4套调频广播，覆盖铁岭全境及周边地区。

## 电视频道
- 新闻综合频道：曾用名“铁岭电视台”（2001年以前）、“TLTV-1”、“铁岭一套”、“综合频道”，该频道以时政新闻为主，白天主要播出广告，24小时播出，有线1频道，覆盖全市及沈阳北部部分地区。
- 铁岭生活频道：曾用名“铁岭有线电视台一套”（2001年以前）、“TLTV-2”、“铁岭二套”、“生活频道”，该频道以生活类节目为主，24小时播出，有线2频道，覆盖全市有线电视用户。
- 公共频道：曾用名“铁岭有线电视台二套”（2001年以前）、“TLTV-3”、“铁岭三套”、“娱乐频道”、“快乐3频道”，该频道以娱乐休闲类节目为主，24小时播出，有线3频道，覆盖全市有线电视用户。

## 广播频率
- 新闻广播：原铁岭人民广播电台，始播于1984年，该频率新闻类节目较少，除了转播时政新闻，还有大量医疗讲座、评书，原频率为FM98.0；2009年1月1日，辽宁人民广播电台与铁岭人民广播广播电台战略合作，更名辽宁人民广播电台新闻广播铁岭之声，频率调整至FM101.2，次年2月份FM90.8（开播时为铁岭电台生活台，2009年至铁岭广播电视台成立前为辽宁电台乡村广播铁岭之声，现为铁岭新闻广播）与FM101.2调换；2013年9月改为24小时播出，播出频率为FM90.8 AM1413 （覆盖全市及沈阳市北部）有线广播1频道。
- 交通广播：该频率以交通类节目为主，2001年9月开播，铁岭广播第二套频率，原频率为FM95.2，2009年1月1日辽宁人民广播电台与铁岭人民广播电台战略合作后更名辽宁人民广播电台交通广播铁岭之声，频率调整至FM102.8（对当时的FM102.9辽宁音乐广播产生干扰）；2013年9月改为24小时播出，播出频率为FM102.8（会对沈阳彩电塔发射的FM102.9辽宁综合产生邻频干扰）有线广播2频道。
- 乡村广播：该频率以对农节目及医疗讲座为主，24小时播出。乡村广播为铁岭广播第四套频率，2007年10月初开（复）播，开播之初的播出频率为FM97.0、AM810；2009年1月1日，辽宁人民广播电台与铁岭人民广播电台战略合作，更名辽宁人民广播电台乡村广播铁岭之声，频率调整至FM97.0、AM810（于2010年2月份停播，后于2014年以辽宁乡村广播落地频率重新启播并至今）；2013年9月改为24小时播出，播出频率为FM101.2（覆盖全市及沈阳市法库县）有线广播3频道。

## 主要节目
- 《铁岭新闻》（电视节目）
- 《民生110》（电视节目）
- 《直播交通》（电视节目）
- 《农家金钥匙》（电视节目）
- 《新闻60分》（电视节目）

## 北山电视转播台

### 模拟电视
| 序号 | 频道 | 名称 | 1 | DS-6 | 铁岭广播电视台新闻综合频道 | 2 | DS-8 | 辽宁卫视 | 3 | DS-18 | 中国中央电视台综合频道（CCTV-1 综合） | 4 | DS-24 | 中国中央电视台军事·农业频道（CCTV-7 军事 农业） |

### 调频广播
| 序号 | 频率 | 名称 | 1 | 90.8MHz | 铁岭广播电视台新闻广播 | 2 | 94.3MHz | 中央人民广播电台中国之声 | 3 | 101.2MHz | 铁岭广播电视台乡村广播 | 4 | 102.8 MHz | 铁岭广播电视台交通广播 |